# Ferrari 360 Modena
Ferrari 360 Modena – supersamochód klasy średniej produkowany przez włoską markę Ferrari w latach 1999–2005.

## Historia i opis modelu

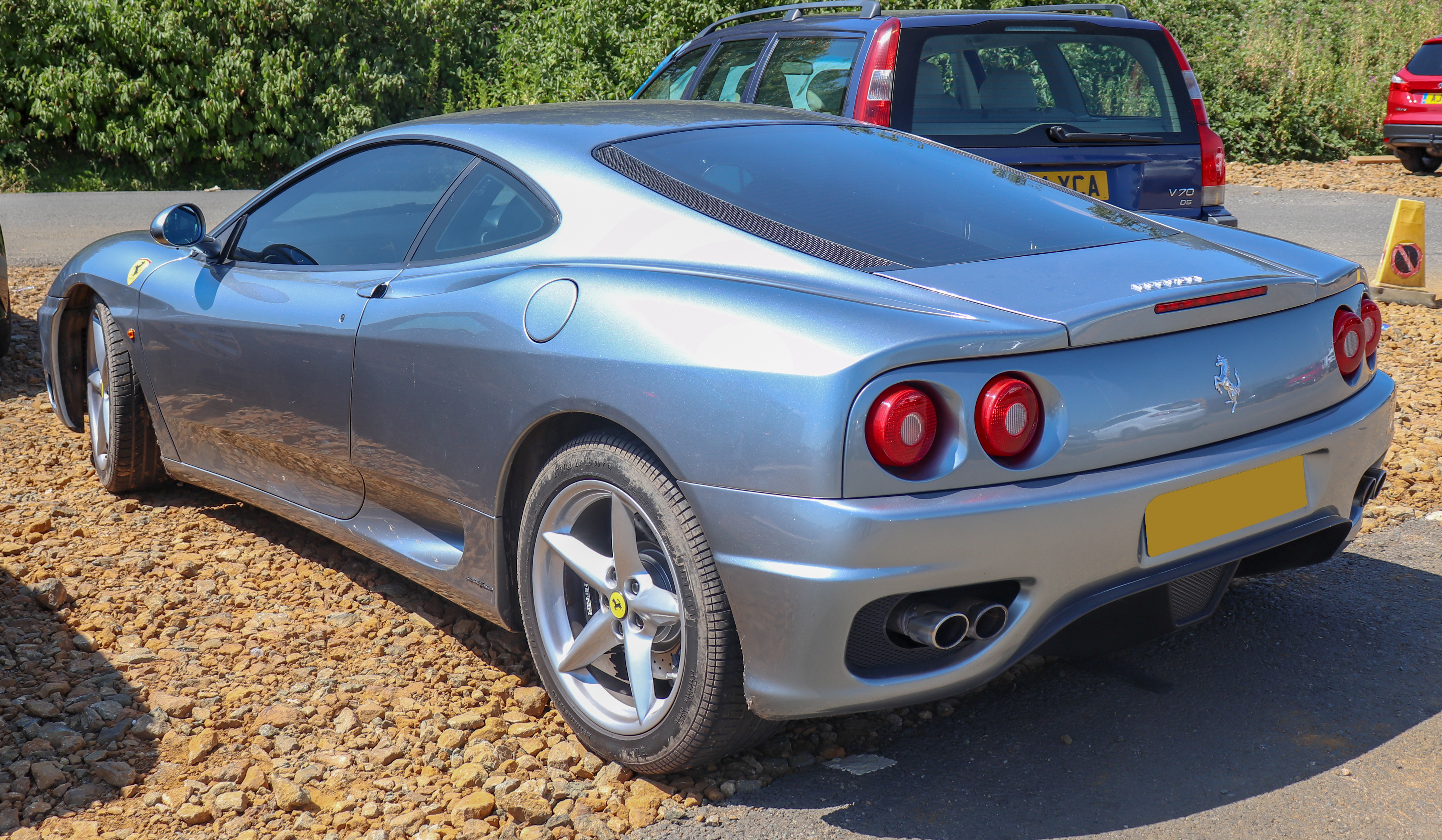
Ferrari 360 Modena - tył

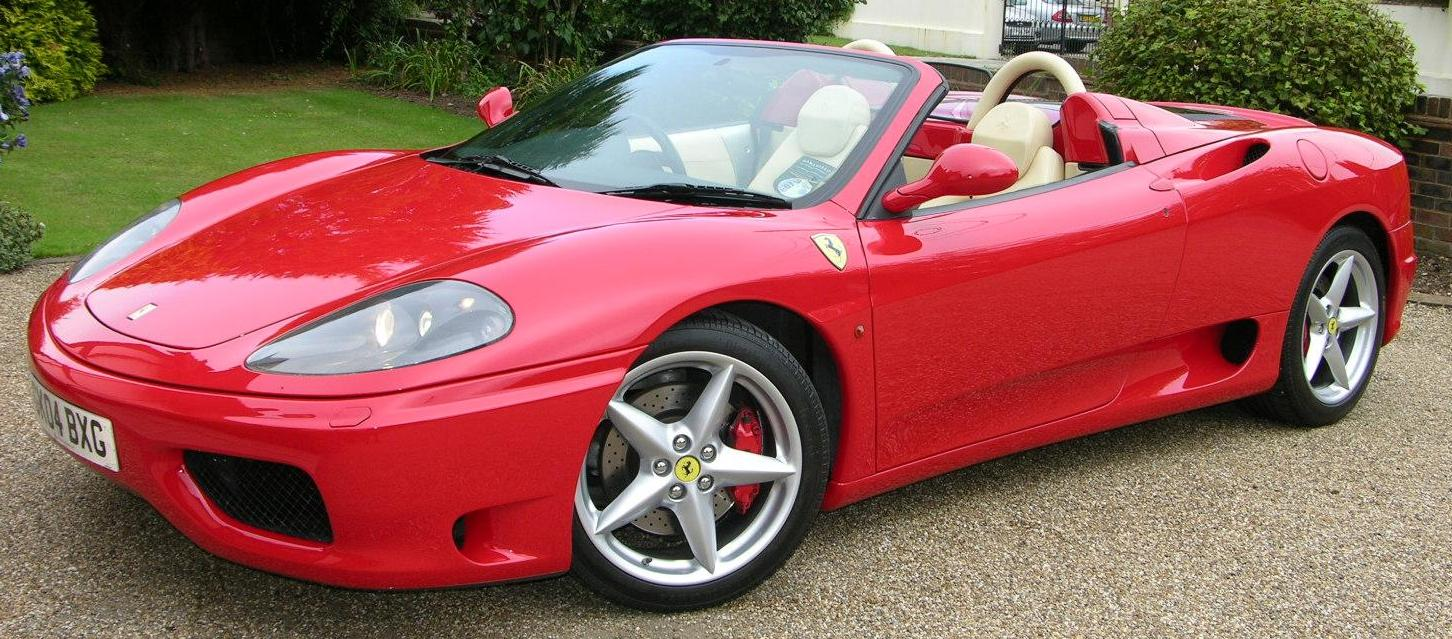
Ferrari 360 Spider

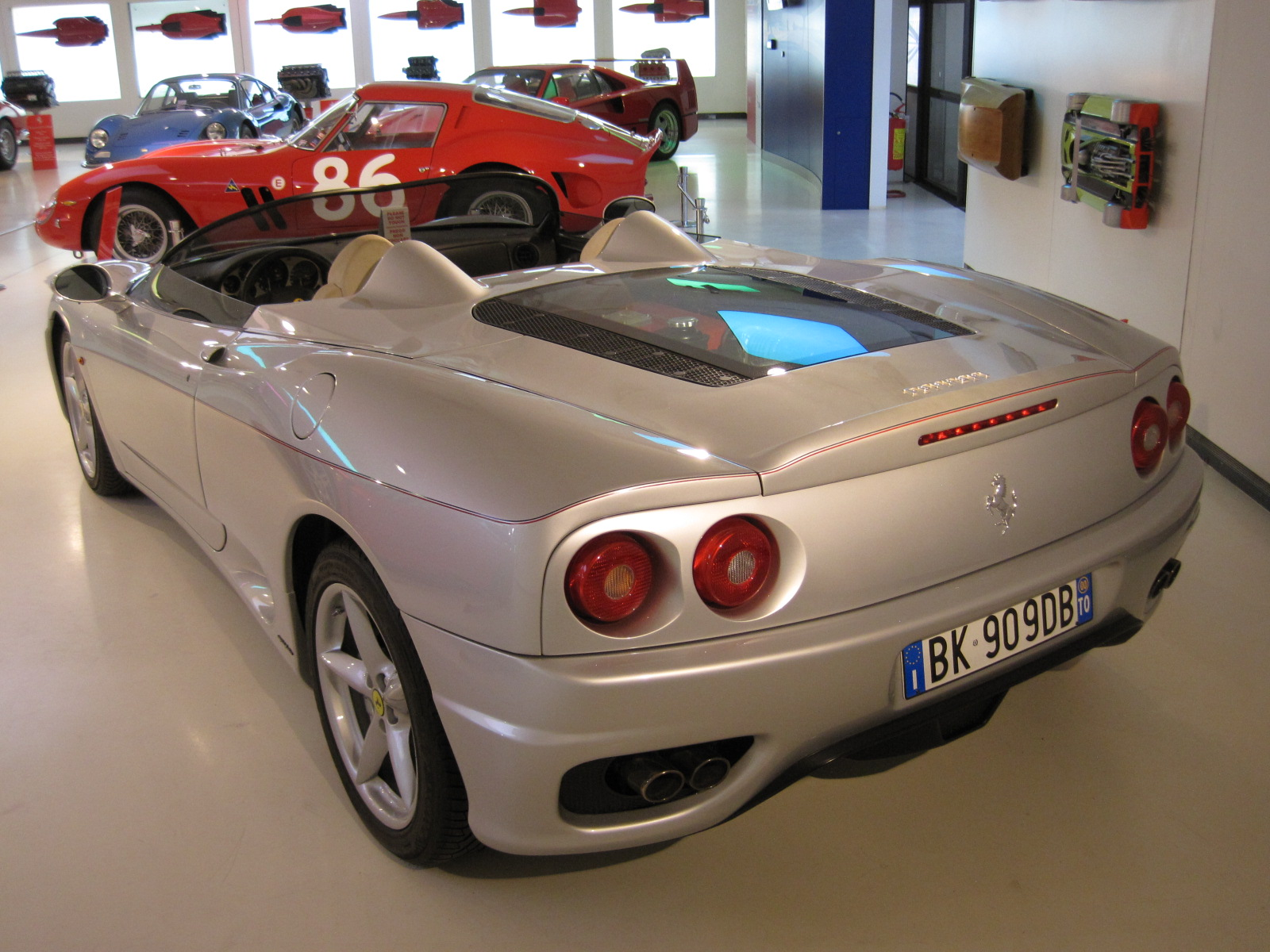
Ferrari 360 Barchetta

Samochód został po raz pierwszy zaprezentowany podczas Geneva Motor Show w 1999 roku, jednocześnie zastępując popularne F355. W 2004 roku zastąpił je model F430.
Był najlepiej sprzedającym się Ferrari. Podczas pięciu lat w sumie wyprodukowano ponad 16 tys. egzemplarzy. Podobnie jak w przypadku kilku innych Ferrari, oznaczenie odnosi się do pojemność silnika wynoszącej 3,6 l. Auto można było kupić w wersji Modena (coupé, 1999-2005), Spider (roadster, 2000-2005) lub Challenge Stradale (2004-2005).
Wyprodukowano 11 273 sztuk.

### Ogólne
- Projekt: Pininfarina
- Zbiornik paliwa: 95 litrów
- Zużycie paliwa: 19 l/100km

### Napęd
- Typ silnika: V8
- Pojemność: 3586 cm³ (3,6 l)
- Średnica cylindra x skok tłoka: 85x79 mm
- Rozrząd: DOHC, 5 zaworów na cylinder
- Wtrysk paliwa: bezpośredni Bosch Me 7.3
- Stopień sprężania: 11:1
- Napęd: tylna oś

### Dane techniczne
| Ferrari             | 360 Modena                                                              | 360 Modena Spider                                                       | 360 Modena Challenge Stradale                                           |
| ------------------- | ----------------------------------------------------------------------- | ----------------------------------------------------------------------- | ----------------------------------------------------------------------- |
| Lata produkcji      | 1999-2005                                                               | 2000-2005                                                               | 2003-2005                                                               |
| Typ Silnika         | Ferrari F131 90°                                                        | Ferrari F131 90°                                                        | Ferrari F131 90°                                                        |
| Silnik              | V8 8-cylindrowy, 40-zaworowy (czterosuwowy)                             | V8 8-cylindrowy, 40-zaworowy (czterosuwowy)                             | V8 8-cylindrowy, 40-zaworowy (czterosuwowy)                             |
| Pojemność skokowa   | 3586 cm³                                                                | 3586 cm³                                                                | 3586 cm³                                                                |
| Napęd               | tylny                                                                   | tylny                                                                   | tylny                                                                   |
| Moc maksymalna      | 294 kW (400 KM) przy 8500 obr./min                                      | 294 kW (400 KM) przy 8500 obr./min                                      | 313 kW (425 KM) przy 8500 obr./min                                      |
| Max. moment obr.    | (373 Nm) przy 4750 obr./min                                             | (373 Nm) przy 4750 obr./min                                             | (373 Nm) przy 4750 obr./min                                             |
| Stopień sprężania   | 11.0:1                                                                  | 11.0:1                                                                  | 11.2:1                                                                  |
| Układ zaworów       | DOHC. 5 zaworów na cylinder, pasek, dwa wałki rozrządu w każdej głowicy | DOHC. 5 zaworów na cylinder, pasek, dwa wałki rozrządu w każdej głowicy | DOHC. 5 zaworów na cylinder, pasek, dwa wałki rozrządu w każdej głowicy |
| Skrzynia biegów     | 6-biegowa manualna 6-biegowa sekwencyjna                                | 6-biegowa manualna 6-biegowa sekwencyjna                                | 6-biegowa sekwencyjna                                                   |
| Rozstaw osi         | 2600 mm                                                                 | 2600 mm                                                                 | 2600 mm                                                                 |
| Wymiary D x S x W   | 4477 x 1922 x 1214 mm                                                   | 4477 x 1922 x 1214 mm                                                   | 4477 x 1922 x 1214 mm                                                   |
| Masa własna         | 1390 kg                                                                 | 1450 kg                                                                 | 1280 kg                                                                 |
| 0-100 km/h          | 4.3 s                                                                   | 4.5 s                                                                   | 4.0 s                                                                   |
| Prędkość maksymalna | 298 km/h                                                                | 293 km/h                                                                | 300 km/h                                                                |